# Acanthopteroctetidae
Die Acanthopteroctetidae sind eine Familie der Schmetterlinge (Lepidoptera). Sie sind zusammen mit den nahe verwandten Trugmotten (Eriocraniidae), mit denen sie aber nicht in einem Schwesternverhältnis stehen, die primitivsten Mitglieder der Unterordnung Glossata, unterscheiden sich aber deutlich von den noch primitiveren Unterordnungen außerhalb der Glossata. Ihr Vorkommen ist bis auf eine Ausnahme, Catapterix crimaea, die in der Ukraine auf der Krimhalbinsel gefunden wurde, bis jetzt nur vom Westen Nordamerikas bekannt.

## Merkmale
Die Falter erreichen eine Flügelspannweite von 11 bis 16 Millimetern und haben einen schlanken Körperbau und sehr schmale Flügel. Die Vorderflügel sind variabel gemustert und weisen bei manchen Arten einen irisierenden Schimmer auf. Ihre Flügelschuppen sind hohl. Die Tiere besitzen genauso, wie die Trugmotten keine Saugrüsselmuskulatur. Ihre Labialpalpen sind verkürzt und ein- bis dreigliedrig, die Maxillarpalpen haben fünf Glieder. Neben den Facettenaugen haben sie keine Punktaugen (Ocelli). Die Tibien haben an den Vorderbeinen keine, in der Mitte eine und an den Hinterbeinen vier Sporne. Bei den Weibchen von Acanthopteroctetes unifascia sind die Genitalien zu einem Stechapparat umfunktioniert, mit dem sie ihre Eier in die Blätter einstechen, in denen später die Raupen minieren.
Die Anatomie und Lebensweise der Raupen ist bis jetzt nur von Acanthopteroctetes unifascia bekannt. Ihr Kopf hat sechs Punktaugen und ist durch den überstehenden Prothorax etwas verdeckt. Ihre drei Thorakalbeinpaare sind voll entwickelt, neben dem Nachschieber haben sie nur am zehnten Segment Bauchbeine. Sie leben als Minierer in Pflanzen der Gattung Säckelblumen (Ceanothus). Die Verpuppung findet am Erdboden zwischen abgestorbenen Pflanzenteilen in einem gesponnenen Kokon statt.

## Systematik
- Acanthopteroctetes aurulenta, Davis, 1984
- Acanthopteroctetes bimaculata, Davis, 1969
- Acanthopteroctetes tripunctata, Braun, 1921
- Acanthopteroctetes unifascia, Davis, 1978
- Catapterix crimaea, Zagulajev & Sinev, 1988